# Kling (plaats)
Kling of De Kling is een buurtschap van Oensel in de gemeente Beekdaelen, in het zuiden van de Nederlandse provincie Limburg. Tot 1982 viel de buurtschap onder de gemeente Beek. Van oudsher is het een agrarische gemeenschap, een kenmerk dat er tot op heden nog altijd de voornaamste rol speelt.
De Kling ligt ten westen van Oensel en bestaat uit circa 10 boerderijen en huizen die gesitueerd zijn langs de gelijknamige weg, die de verbindingsweg tussen Schimmert en Geverik vormt. Een gedeelte valt binnen de bebouwde kom van Oensel, maar het grootste gedeelte ligt daarbuiten en wordt aangegeven met een wit plaatsnaambord. Op het plaatsnaambord staat "Kling" terwijl op de straatnaamborden "De Kling" staat.
Oorspronkelijk behoorde De Kling bij de gemeente Beek, terwijl een groot deel van Oensel onder de voormalige gemeente Schimmert viel. Een gemeentelijke herindeling in 1982 zorgde ervoor dat Oensel in zijn geheel, inclusief De Kling, bij de (inmiddels voormalige) gemeente Nuth kwam.

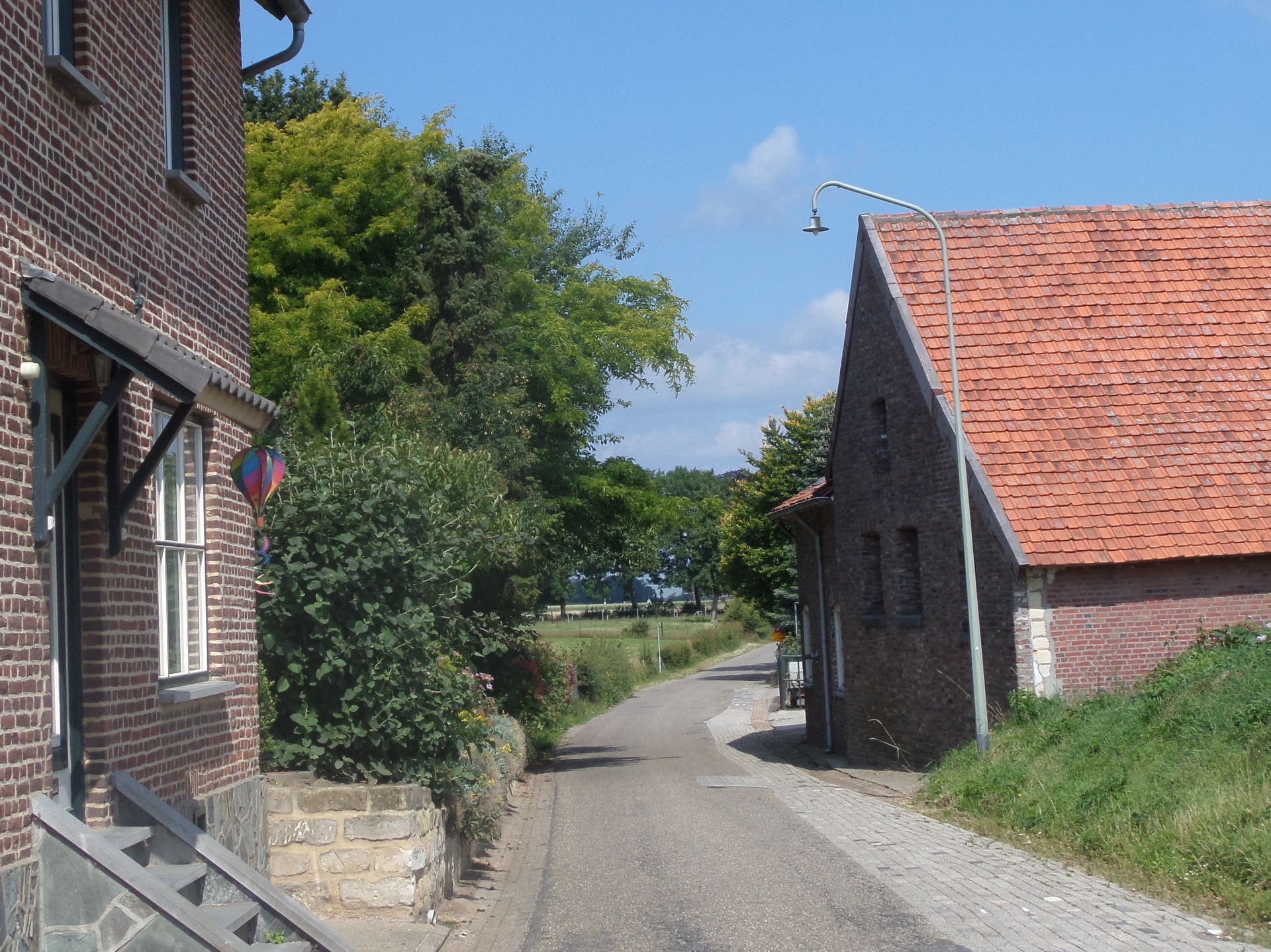
Oude huizen en boerderijen in De Kling

Dorpen: Aalbeek · Amstenrade · Arensgenhout · Bingelrade · Doenrade · Hulsberg · Jabeek · Merkelbeek · Nuth · Oirsbeek · Puth · Schimmert · Schinnen · Schinveld · Sweikhuizen · Vaesrade · Wijnandsrade

Buurtschappen en gehuchten: Bovenste Puth · Brand · Breinder · Brommelen · Daniken (deels) · Douvergenhout · Etzenrade · Gracht · Grijzegrubben · Haasdal · Hegge · Heisterbrug · Helle · Hellebroek · Hommert · Hunnecum · Kamp · Kathagen · Klein-Doenrade · Kleingenhout · Kling · Kruis · Laar · Leeuw · Nagelbeek · Nierhoven · Oensel · Onderste Puth · Op de Bies · Op den Hering · Oppeven · Reuken · Swier · Terstraten · Tervoorst · Thull · Viel · Vink · Wintraak · Wissengracht · Wolfhagen

Limburg: Steden en dorpen      Nederland: Provincies · Gemeenten